# Guttenbrunn (Gemeinde Zwettl-Niederösterreich)
Guttenbrunn (früher auch Gutenbrunn) ist eine Ortschaft in Niederösterreich und eine Katastralgemeinde der Stadtgemeinde Zwettl-Niederösterreich. Am 1. Jänner 2024 hatte die Ortschaft 71 Einwohner auf einer Fläche von 1,93 km².

## Geografie
Guttenbrunn liegt in einer Entfernung von etwa acht Kilometern westlich des Stadtzentrums von Zwettl. Der Ort ist durch Postbusse mit dem österreichischen Überlandbusnetz verbunden.
Das Gemeindegebiet grenzt im Norden an die Katastralgemeinde Negers, nordöstlich an Schickenhof, im Osten an Waldhams, südlich an Jahrings und Kleinmeinharts sowie im Westen und Nordwesten an Rosenau Schloss.

## Geschichte
Guttenbrunn wurde um 1139 in der Stiftungsurkunde des Zwettler Zisterzienserklosters als Gutentannen zum ersten Mal urkundlich erwähnt. Der Name bedeutete ursprünglich „bei den gut gewachsenen Tannen“. Die erste nachweisliche Erwähnung der Namensform Gutenbrunn („vorzügliche oder besonders ergiebige Quelle“) erschien im Jahr 1273.
Die Ortskapelle stammt aus dem Jahr 1863. Besonders bemerkenswert sind darin zwei Holzstatuen aus dem 15. Jahrhundert, die den Heiligen Leonhard und den Heiligen Florian darstellen sowie eine Statue des Christus an der Geißelsäule aus dem 17. Jahrhundert. 
Laut Adressbuch von Österreich war im Jahr 1938 in Guttenbrunn ein Müller mit Sägewerk ansässig.
Bis zur Eingemeindung nach Zwettl war der Ort ein Teil der damaligen Gemeinde Jahrings.